# Krassanská

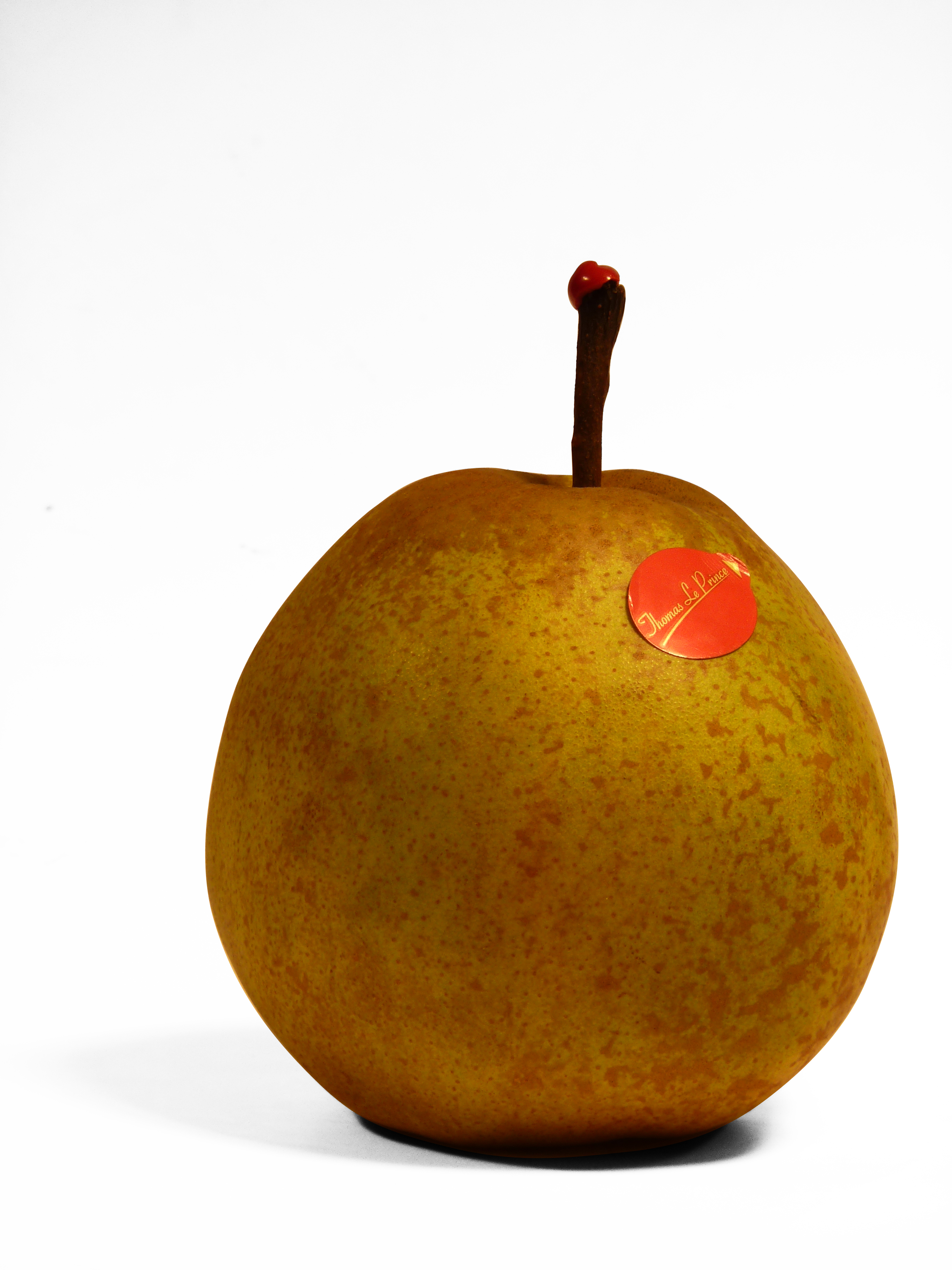

Krassanská (Pyrus communis 'Krassanská') je ovocný strom, kultivar druhu hrušeň obecná z čeledi růžovitých. Plody jsou řazeny mezi odrůdy zimních hrušek, sklízí se v říjnu, dozrává v prosinci až lednu a nezřídka vydrží do jara. Odrůdu lze pěstovat bez použití chemických prostředků. Náročná, použitelná jen do nejteplejších oblastí. Stará odrůda, pro podmínky ČR málo vhodná.

## Jiná česká jména

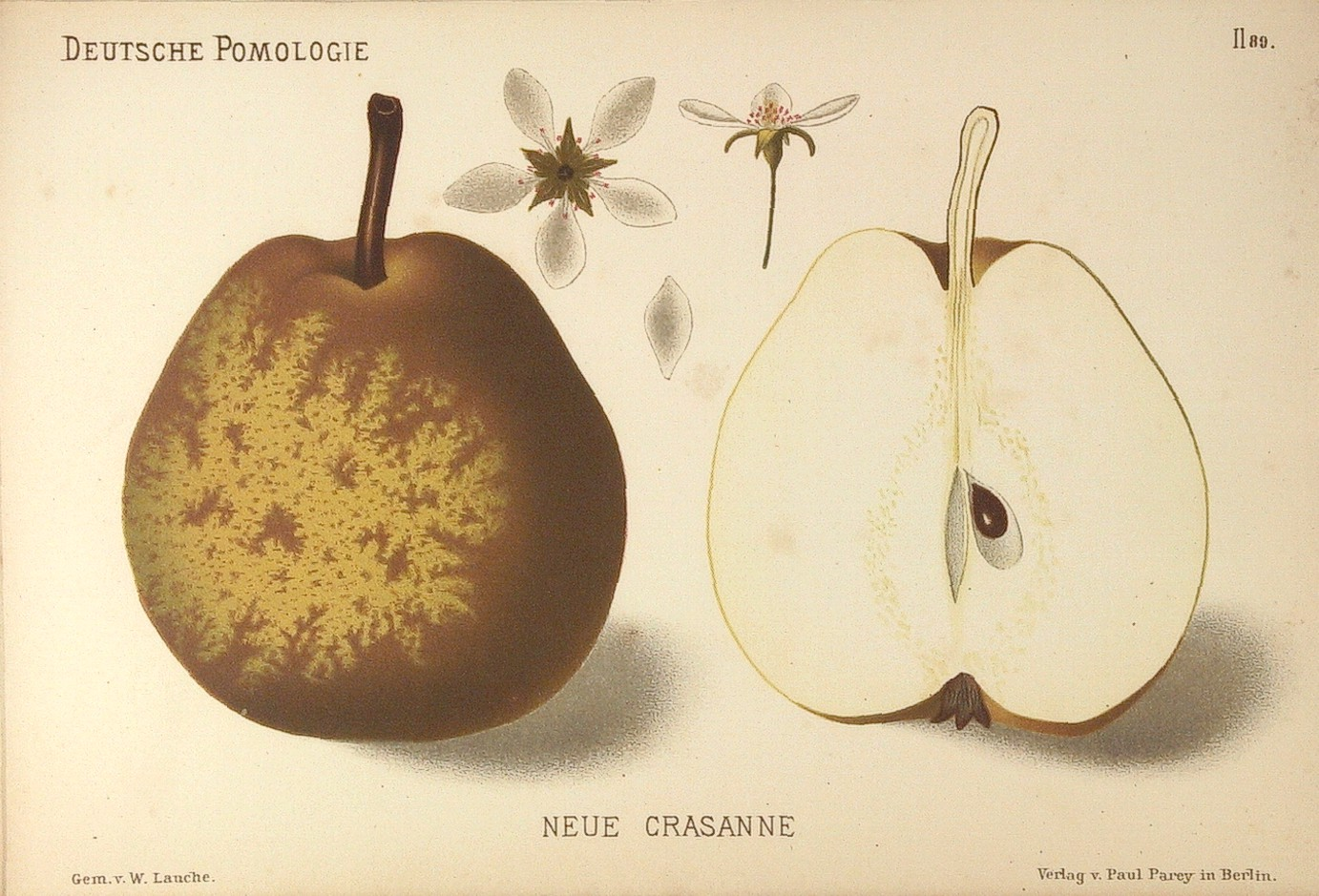

Krasanská, Bergamotka Krasanská. 

## Historie

### Původ
Byla vyšlechtěna ve Francii, v Rouen, ve školkách Boisbunelových ze semen vysetých v roce 1845. Plodila poprvé v roce 1855. Rychle se šířila Evropou jako tržní odrůda. V ČR byla pěstována v 80. letech 19. století u Jaroměře. V polovině 20. století je pěstována jen drobnými pěstiteli pro vlastní potřebu.

## Vlastnosti
Kvete středně pozdně, ale bývá špatně opylena, pokud jsou v době květu deště a mrazy. Opylovačem je Williamsova.

### Růst
Růst odrůdy je velmi bujný. Habitus koruny je úzce pyramidální, tvoří mnoho větví, vyžaduje pravidelný řez.

## Plodnost
Plodí časně, hojně a pravidelně.

## Plod
Plod je někdy více protažený ale obvykle podobný až jablku, velký, ale velikost plodů kolísá (150 -300 g). Slupka drsná, zeleně, později žlutozeleně na slunečné straně žlutě zbarvená. Dužnina je nažloutlá, šťavnatá, vonná, sladká, výborná. Kolem jádřince jen středně kaménčitá.

## Choroby a škůdci
Odrůda je považována za dostatečně odolnou proti strupovitosti, napadením trpí pouze v nevhodných polohách. Není odolná proti namrzání a bývá často napadána plodomorkou hrušňovou.

## Použití
Dobře snese přepravu před dozráním, zralá nesnese přepravu. Při skladování vadne. Je vhodná k přímému konzumu. Odrůdu lze použít pouze do nejteplejších oblastí ČR, je náročná na stanoviště. Je vhodná na nižší tvary.